# Piet Wildschut
Pieter «Piet» Wildschut (pronunciación en neerlandés: /ˈpitər ˈpit ˈʋɪltsxɵt/; Leeuwarden, Países Bajos, 25 de octubre de 1957) es un exfutbolista neerlandés que jugaba como defensa.

## Selección nacional
Fue internacional con la selección de fútbol de los Países Bajos en 11 ocasiones y convirtió un gol. Formó parte de la selección subcampeona de la Copa del Mundo de 1978.

### Participaciones en Copas del Mundo
| Mundial                        | Sede      | Resultado  | Partidos | Goles |
| ------------------------------ | --------- | ---------- | -------- | ----- |
| Copa Mundial de Fútbol de 1978 | Argentina | Subcampeón | 3        | 0     |

## Clubes
| Club          | País         | Año       |
| ------------- | ------------ | --------- |
| FC Groningen  | Países Bajos | 1974-1976 |
| FC Twente     | Países Bajos | 1976-1978 |
| PSV Eindhoven | Países Bajos | 1979-1985 |
| Royal Antwerp | Bélgica      | 1985-1986 |
| Roda JC       | Países Bajos | 1986-1988 |

## Palmarés

### Campeonatos nacionales
| Título                   | Club      | País         | Año  |
| ------------------------ | --------- | ------------ | ---- |
| Copa de los Países Bajos | FC Twente | Países Bajos | 1977 |